# واربو
واربو (به مجاری:  Varbó) یک سکونتگاه مسکونی در مجارستان است که در بورشود-آبااوی-زمپلن واقع شده‌است.